# 下桑坦村 (亞利桑那州)
下桑坦村（英語：Lower Santander Village）是位於美國亞利桑那州皮納爾縣的一個人口普查指定地區。根據2010年美國人口普查，該地共人口374人，而該地的面積約為10.76平方千米。

## 地理
下桑坦村的座標為33°08′34″N 111°47′07″W / 33.14278°N 111.78528°W，而該地最高點為海拔高度376米（即1234英尺）。